# セレンゲ県
セレンゲ県（セレンゲけん、モンゴル語: Сэлэнгэ аймаг、ᠰᠡᠯᠡᠩᠭᠡ
ᠠᠶᠢᠮᠠᠭ　ラテン文字転写: Selenge aymag）は、モンゴル国の県（アイマク）の一つ。県庁所在地はスフバートル。

## 概要
モンゴル縦貫鉄道が通っているため、牧村でありながら生活は比較的都会化されている。

## 地理

### 位置
ダルハン・オール県を囲む。北にロシアと国境を接し、南にトゥブ県、西に大工業都市であるオルホン県、ボルガン県と接する。

## 交通

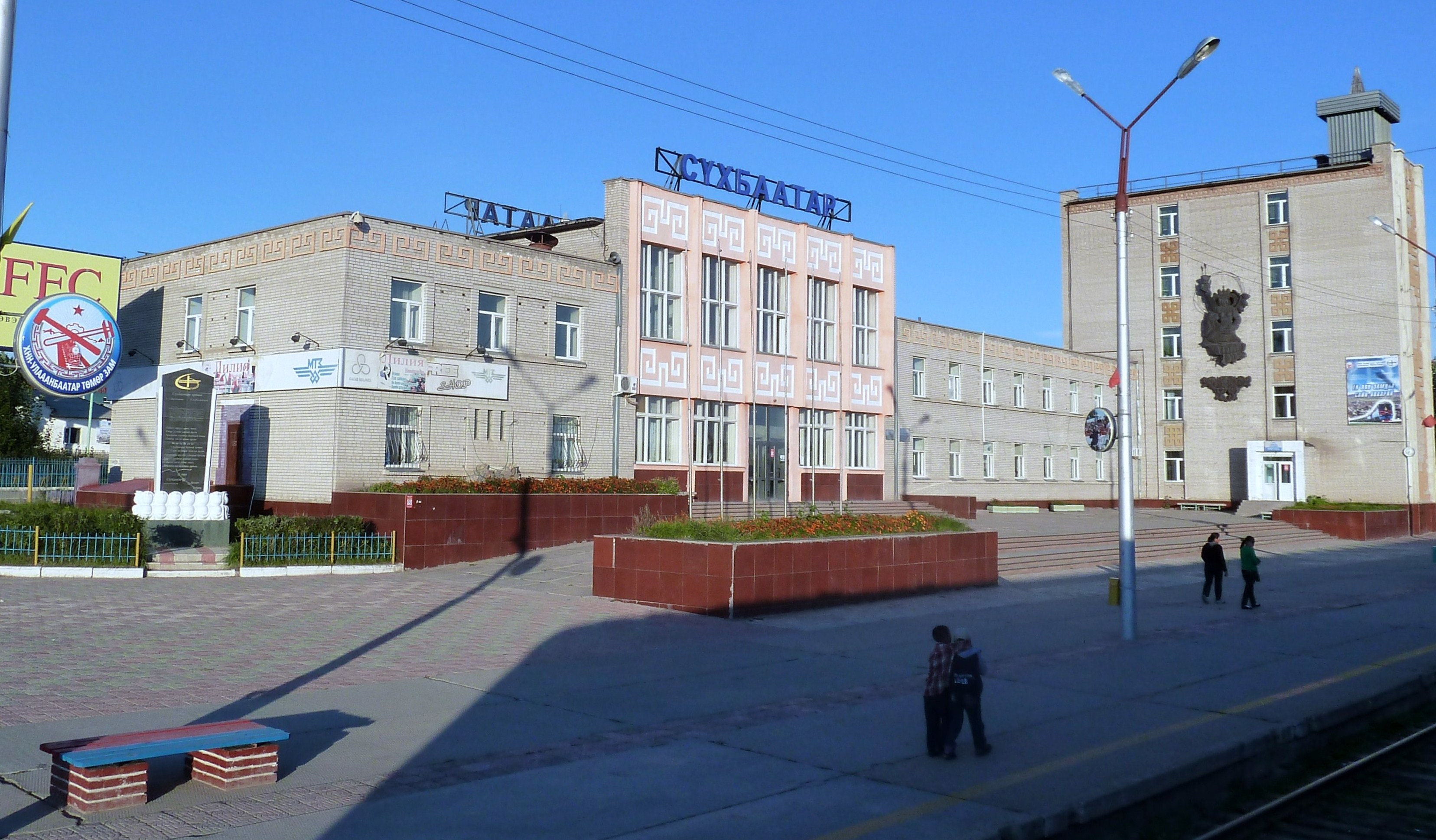
スフバートル駅

ウランバートルからは北へ約300km。バスやタクシーでも行けるが、途中に交通事故の名所があるため、モンゴル人でも利用を避ける傾向にある。通常は、ウランバートルを列車で夕方に立ち、翌朝到着する。

### 鉄道
モンゴル鉄道（MTG）
- モンゴル縦貫鉄道：- スフバートル駅 -

## 行政区画

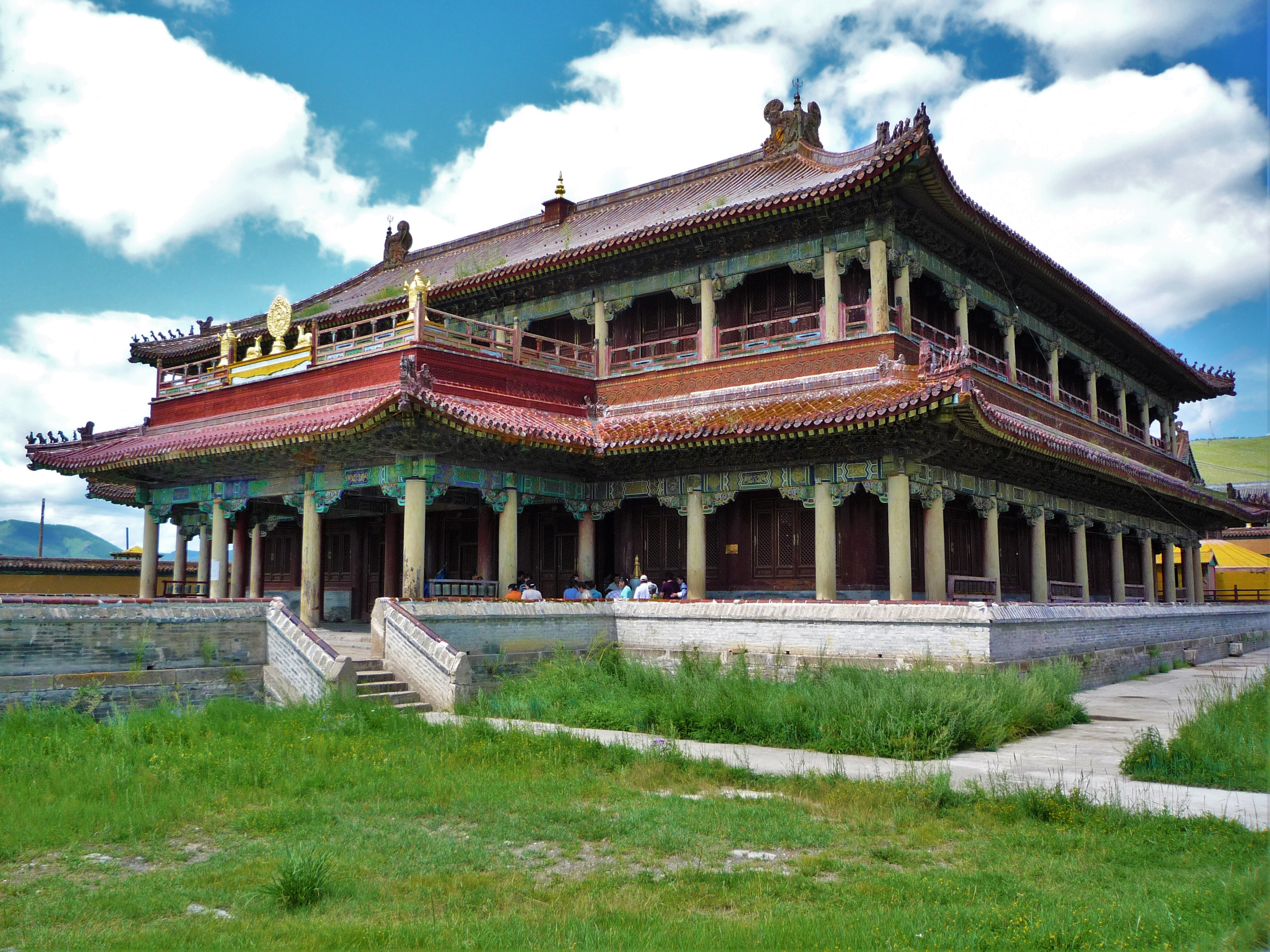
バローンブレン郡にあるアマルバヤスガラント寺（慶寧寺）

行政単位 郡(ソム)
- アルタンボラク郡(Алтанбулаг)
- バローンブレン郡(Баруунбүрэн)
- バヤンゴル郡(Баянгол)
- エロー郡(Ерөө)
- ジャブフラント郡(Жавхлант)
- ズーンブレン郡(Зүүнбүрэн)
- マンダル郡(Мандал)
- オルホン郡(Орхон)
- オルホントール郡(Орхонтуул)
- サント郡(Сант)
- サイハン郡(Сайхан)
- スフバータル(Сүхбаатар)
- トゥシグ郡(Түшиг)
- フデル郡(Хүдэр)
- ホシャート郡(Хушаат)
- ツァガーンノール郡(Цагааннуур)
- シャーマル郡(Шаамар)